# Joint Operations
『Joint Operations』（ジョイントオペレーションズ、JOINT OPEARTIONS:TYPHOON RISING）は、NovaLogic社が2004年7月23日にリリースしたFPSである。
発売前のデモ版がリリースされ、日本国内でも注目のタイトルとなった。
発売時のキャッチコピーは「BF1942キラー」。当時最大64人同時ネット対戦が限界だったマルチプレイFPSの常識を破る150人対戦が売り。
ゲームエンジンにDeltaForce BlackHawkDownに採用されていたComanche4エンジンをDirectX9.0世代に合わせチューンアップした第3世代で作られている。

## 作品背景
2014年、インドネシア諸国は民族主義者の反乱で無政府状態に陥った。
国連は各国の特殊部隊を統合し、「Joint Operation Force」を結成。反乱軍（REBEL）鎮圧に乗り出した。戦場は、インドネシアのジャングルから沖合まで様々な場所で行われる。壮大なスケールと、参加人数で演出される戦闘は、実戦そのものである。もちろん、市街戦も多々存在している。
湿気纏わりつく亜熱帯のジャングルで、統合作戦軍、反乱軍の戦いの火蓋が切られた。

## 特徴

### クラス

#### RifleMan
擲弾を発射できるグレネードランチャーに加え、強力な自動小銃が使用可能、特殊な面は少ないものの、突撃には最適。
JO側
M4+M203
M4に、40mm擲弾が発射できるM203とダットサイトが装着されているもの。40mm擲弾は6発所持できる。
M16+M203
M16A2に、40mm擲弾が発射できるM203が装着されているもの。40mm擲弾は6発所持できる。

RE側
AK-47+GP-25
AK-47に、40mm擲弾が発射できるGP-25が装着されているもの。40mm擲弾は6発所持できる。
AK-74+GP-25
AK-74に、40mm擲弾が発射できるGP-25とダットサイトが装着されているもの。40mm擲弾は6発所持できる。

共通
G3
7.62x51mm NATO弾を使用する自動小銃。いわゆるバトルライフルの代表格で、高い攻撃力を持つ。E.Rのみ使用可能。
G36
5.56x45mm NATO弾を使用する自動小銃。E.Rのみ使用可能。
AUG
5.56x45mm NATO弾を使用する自動小銃。E.Rのみ使用可能。
C4
プラスチック爆薬。車両や人員を攻撃するときに有効。戦車以外の車両は直撃すれば動作不能になる。
Claymore
広範囲で反応する対人地雷。車両にも反応するが、ほとんどダメージを与えられない。

#### Gunner
機関銃による分隊支援を行うクラス。
JO側
M60
7.62x51mm NATO弾を使用する機関銃。伏せ撃ち時の安定が優れている。
M240
7.62x51mm NATO弾を使用する機関銃。発射速度は速いが、弾道の安定性に欠ける。
M249
5.56x45mm NATO弾を使用する軽機関銃。発射速度はM240にやや劣る。攻撃力は低い。

RE側
PKM
7.62x54mmR弾を使用する機関銃。M60とM240の中間程度の能力に位置する。
RPK-74
7.62x39mm弾を使用する機関銃。45発しか弾倉に入らないが、静穏性に優れている。

共通
Claymore
広範囲で反応する対人地雷。車両にも反応するが、ほとんどダメージを与えられない。

#### Sniper
狙撃銃を扱うクラス。
JO側
M24
7.62x51mm NATO弾を使用する狙撃銃。ボルトアクションである。
SR-25
7.62x51mm NATO弾を使用する狙撃銃。セミオートマチックでの射撃が可能。

RE側
SVD
7.62x54mmR弾を使用する狙撃銃。セミオートマチックでの射撃が可能。
M21
7.62x54mmR弾を使用する狙撃銃。セミオートマチックでの射撃が可能。
共通
M82
12.7x99mm NATO弾を使用する狙撃銃。セミオートマチックでの射撃が可能。
L115A1
.300ウィンチェスター・ショート・マグナムを使用する狙撃銃。ボルトアクションである。
Claymore
広範囲で反応する対人地雷。車両にも反応するが、ほとんどダメージを与えられない。

#### Medic
メディックパックによる負傷者の治療を行う。ヘッドショット、刃物によるダメージ、高所からの落下以外は蘇生可能。
JO側
M4
5.56x45mm NATO弾を使用するカービン。フルオートマチックでの射撃が可能。ダットサイトが着いている。
M16
5.56x45mm NATO弾を使用する自動小銃。3発のバースト射撃が可能。
G36E
5.56x45mm NATO弾を使用する自動小銃。フルオートマチックでの射撃が可能。E.Rのみ使用可能。

RE側
AK-47
7.62x39mm弾を使用する自動小銃。M4より若干発射速度は劣るが、攻撃力が高い。
AK-74
5.45x39mm弾を使用する自動小銃。ダットサイトが着いている。
FN FNC
5.56x45mm NATO弾を使用する自動小銃。フルオートおよびバースト射撃が可能である。E.Rのみ使用可能。

共通
MP5/10
10mm オート弾を使用するサブマシンガン。フルオートによる射撃が可能。
MP5-SD
9x19mmパラベラム弾を使用するサブマシンガン。静穏性に優れている。
P-90
5.7x28mm弾を使用するPDW。フルオートによる射撃が可能。E.Rのみ使用可能。
メディパック
蘇生および回復が可能。ただし、他人にしか効果がない。

#### Engineer
車両の破壊が可能なクラス。メインウェポンはMedicと共通。
JO側
AT-4
対戦車無反動砲。車両に有効である。

RE側
RPG-7
対戦車無反動砲。車両に有効である。

共通
Stinger
地対空ミサイル。ヘリのみにロックオンでき、自動誘導で飛んでいく。
Javelin
対戦車ミサイル。車両などにロックオンでき、自動誘導で飛んでいくが、遮蔽物が上にある場合、それにあたってしまう。E.Rのみ使用可能。
迫撃砲
迫撃砲。迫撃箇所を指示すると、高精度で集弾する。
C4
プラスチック爆薬。車両や人員を攻撃するときに有効。戦車以外の車両は直撃すれば動作不能になる。
Claymore
広範囲で反応する対人地雷。車両にも反応するが、ほとんどダメージを与えられない。
対戦車地雷
車両に有効な地雷。戦車も1つで動作不能にする程の破壊力がある。

### 登場兵器
JO側
ハンヴィー
高機動を持つ四輪駆動車。M2重機関銃とMk.19 グレネードランチャーを装備している。
ストライカー
6輪の装輪装甲車。M2重機関銃を装備している。6名の兵員も輸送できる。
M1A1 エイブラムス
主力戦車。120mm滑腔砲とM2重機関銃を装備している。3名で運用する。
A/MH-6 リトルバード
高機動ヘリコプター。機体側面にベンチシートが着いていて4名の兵員が乗れるバージョンと、ロケットポッドがありロケット弾が発射できるバージョン、M134 ミニガンがついているバージョンがある。
CH-47 チヌーク
輸送用大型ヘリコプター。ハンヴィーが2両入る。M134 ミニガンを2門装備している。
UH-60 ブラックホーク
汎用ヘリコプター。兵員の輸送に特化している。M134 ミニガンを2門装備している。
AH-64 アパッチ
攻撃ヘリコプター。固定武装にM230 30mm チェーンガンを持ち、ロケット弾やAGM-114 ヘルファイア対戦車ミサイルの運用が可能。強力なレーダー、それにバックアップされる火器管制装置やGPSなどの航空電子機器を搭載する。
RE側
ランドローバー
イギリス軍の四輪駆動車。
BTR-80
8輪の装輪装甲車。30mm機関砲を装備している。7名の兵員も輸送できる。
T-80
主力戦車。125mm滑腔砲とKPVT重機関銃を装備している。3名で運用する。
NBO-105
高機動ヘリコプター。兵員輸送用、ロケットポッド装備、M134 ミニガン装備のバージョンがある。
Mi-26 ヘイロー
輸送用大型ヘリコプター。装輪装甲車や軍用トラックが2両入る。
AS 332 シュペルピューマ
汎用ヘリコプター。人員の輸送に特化している。M134 ミニガンを2門装備している。
Ka-50 ホーカム
共通
水陸両用ATV
水陸両用車。陸上では遅い。
5.5トントラック
軍用トラック。
燃料タンクトラック
燃料タンクを搭載した5.5トントラック。
バイク
2名乗車できる。非常に速いが、転倒の恐れあり。
FAV
3名乗車できる。M2重機関銃を装備する。
ボート
ゾディアックボート。6名乗船できるが非常に速い。

### 登場する特殊部隊
- アメリカ
  - デルタフォース
  - ネイビーシールズ
  - グリーンベレー
  - USMCフォースリコン
- イギリス
  - SAS
- ドイツ
  - KSK
- フランス
  - GIGN
- ロシア
  - スペツナズ
- オーストラリア
  - SASR
- インドネシア
  - コパスス（Kopassus）

## MOD (Modification)

### Escalation
Novaligic社製、純正拡張パック。JO:TRに兵器と銃器、マップを多数追加したもの。
統合作戦軍と反乱軍の戦いは白熱していく。反乱軍はブラックマーケットで取引された戦車や攻撃ヘリを用いて戦闘を開始する。
それに対応すべく、統合作戦側もAH-64 アパッチ攻撃ヘリやM1A1 エイブラムス戦車の投入を開始する。ロケット発射台や化学薬品工場などの特殊な場所も戦場となる。
ほかに、弾丸の種類をフルメタルジャケット、ソフトポント、アーマーピアッシングから選択できる。パラシュートによるヘリからの降下、ボディアーマーでの耐久力の増加なども追加。
現在Novalogicより、JO:TRとEscalationがセットになった「JO:CombinedArms」がリリースされている。

### Reality(Realism)
PSYPHON GAMES作。銃器などの挙動をより本物に近づけ、砂漠での戦闘や市街戦を想定したマップオブジェクトが追加される。
スピンマップやクロスヘア（照準）の表示がない。クラスによって所持できる装備やクラスそのものも変更される。